# Mamá quiere ser artista
Mamá quiere ser artista fue una serie española de televisión, emitida por Antena 3 en 1997, dirigida por Ángel Fernández Montesinos.

## Argumento
La serie narra la historia de Leonor, una mujer madura madre de tres hijos (Rosi, Junior y Menchu), que antes de casarse había sido vedette en la compañía de Celia Gámez. Tras conocer al que sería su marido, José Luis, decidió retirarse de los escenarios. Décadas después, su máxima aspiración es convertir a su hija Menchu en la estrella del espectáculo que ella nunca pudo llegar a ser.

## Reparto
- Concha Velasco ...Leonor
- Agustín González ...José Luis Ripollés
- Mary Carrillo
- Ágata Lys
- Alba Greco ...Rosi
- Miguel Ángel Muñoz ...Junior
- Rebeca Montero ...Menchu
- Paco Maldonado
- Darwin Da Costa

## Presupuesto
El presupuesto de la serie alcanzó los 650 millones de pesetas.

## Audiencias
Los cuatro primeros episodios emitidos obtuvieron una media de 2.800.000 espectadores, lo que equivale a una cuota de pantalla del 17,7%. Estos datos, por debajo de la media de la cadena, precipitaron la cancelación de la serie antes de que se grabasen los 13 episodios inicialmente previstos